# شعب عامر
شعب عامر (به عربی: شعب عامر) یک منطقهٔ مسکونی در عربستان سعودی است که در استان مکه واقع شده‌است.